# Kimberly Mulhall
Kimberly Mulhall (* 9. Januar 1991 in Bentleigh East) ist eine australische Kugelstoßerin und Diskuswerferin.

## Sportliche Laufbahn
Erste internationale Erfahrungen sammelte Kimberly Mulhall bei den Jugendweltmeisterschaften 2007 in Ostrava, bei denen sie mit 48,21 m den vierten Platz im Diskuswurf belegte. Im Jahr darauf nahm sie in beiden Bewerben an den Juniorenweltmeisterschaften in Bydgoszcz teil, schied aber jeweils in der Qualifikation aus. Zwei Jahre später wurde sie bei den Juniorenweltmeisterschaften im kanadischen Moncton mit einer Weite von 53,77 m Vierte mit dem Diskus und ging im Kugelstoßen nicht an den Start. 2013 nahm sie an der Sommer-Universiade in Kasan teil und erreichte mit einem Wurf auf 48,53 m Rang acht. Im Jahr darauf nahm sie im Kugelstoßen erstmals an den Commonwealth Games in Glasgow teil und belegte mit 14,55 m Rang elf. Vier Jahre später wurde sie bei den Commonwealth Games im heimischen Gold Coast mit einer Weite von 54,93 m Sechste im Diskuswurf.
2008 und 2011 sowie 2013 und 2014 wurde Mulhall australische Meisterin im Kugelstoßen. Ihre Tante ist die australische Rekordhalterin und Olympiamedaillengewinnerin Gael Martin.

## Persönliche Bestleistungen
- Kugelstoßen: 15,62 m, 24. Mai 2014 in Melbourne
- Diskuswurf: 58,53 m, 22. April 2016 in La Jolla